# Старое Агбязово
Ста́рое Агбя́зово (тат. Иске Әгъбәз) — село в Актанышском районе Республики Татарстан, в составе Чуракаевского сельского поселения.

## Этимология
Название села связано с именем башкира-булярца Агабеса Доскаева. Он упоминается в документе о припуске 22 марта 1731 года башкира-енейца Апаса (Аббаса) муллу Тутиева, основавшего в том же году
деревню Апасево. Другие названия — Агабез, Агбяз, Старый Агбез, Акпасова. 

## География
Село находится на реке Калмия, в 40 км к юго-западу от районного центра, села Актаныш.

## История
В 18—19 веках жители в сословном плане относились к категории башкир-вотчинников. 
В 1795 году учтены 106 башкир, в 1859 году — 384 башкира (200 мужчин и 184 женщины), в 1902 году — 898 башкир, а согласно подворной переписи 1912—1913 годов — 1132 башкира. 

## Население
| 1795 | 1834 | 1859 | 1870 | 1884 | 1897 | 1906 | 1913 | 1920 | 1926 | 1938 | 1949 | 1958 | 1970 | 1979 | 1989 | 2002 | 2010 | 2015 |
| ---- | ---- | ---- | ---- | ---- | ---- | ---- | ---- | ---- | ---- | ---- | ---- | ---- | ---- | ---- | ---- | ---- | ---- | ---- |
| 107  | 171  | 381  | 456  | 691  | 907  | 969  | 1132 | 1034 | 953  | 993  | 754  | 556  | 627  | 506  | 349  | 286  | 304  | 280  |

Национальный состав села: татары (2015 год).